# Partit de General Villegas
El Partit de General Villegas és una entitat infraprovincial ubicat a l'extrem nord-est de la província de Buenos Aires (Argentina), la seva capital és la ciutat de General Villegas, les principals activitats econòmiques que s'hi desenvolupen són l'agricultura i la ramaderia.

## Límits
El Partit de General Villegas, amb 7.232,8 km², esdevé el 4t en extensió de la Província de Buenos Aires, limita al nord amb les Províncies de Córdoba i de Santa Fe, al sud amb els Partits de Rivadavia i de Carlos Tejedor, a l'est amb els Partits de Ameghino i de Carlos Tejedor i a l'oest amb les províncies de Córdoba i La Pampa.

## Localitats del Partit
- General Villegas 16.270 hab. (2001)
- Piedritas, 1.822 hab.
- Emilio V. Bunge, 1.595 hab.
- Coronel Charlone (o Fernando Martí), 1.403 hab.
- Banderaló, 1.315 hab.
- Cañada Seca, 743 hab.
- Villa Sauze, 581 hab.
- Santa Regina, 533 hab.
- Villa Saboya, 327 hab.
- Santa Eleodora, 250 hab.
- Massey Est. Elordi, 76 hab.
- Pichincha, 24 hab.

## Població
Segons estimacions de l'INDEC (Institut Nacional d'Estadística i Censos) pel juny de 2008 la població del partit aconsegueix els 30.225 habitants.

## Connexions viàries
General Villegas, compta amb rutes que la uneixen amb tot el país. La ruta nacional 188, amb una extensió al partit de 76 km, la RN 33 amb 103,8 km, i la RN 226 amb 25 km, comuniquen amb Mendoza, Buenos Aires, Bahía Blanca, Rosario i Mar del Plata.
Pot arribar-se a qualsevol punt del país, a través dels enllaços amb les diferents rutes nacionals. A aquestes s'agreguen la Ruta Provincial (s/Nº) que uneix la RN 33, amb Piedritas, amb la localitat d'Emilio V. Bunge completant allà el tram viari pavimentat que té el partit.

## Xarxa viària municipal
- Principal 549 km
- Secundària 2077 km
- Tots els camins de terra, solament transitables en bones condicions climàtiques.
- Producció agropecuària: 720.000 ha

El partit posseeix una Estació Experimental Agropecuària de l'Institut Nacional de Tecnologia Agropecuària, INTA Villegas.